# Fuchs János Sámuel
Fuchs János Sámuel (Lőcse, 1770. október 16. – Lemberg, 1817. január 25.) evangélikus püspök.

## Élete
Nemesi család sarja volt, tanulmányait szülővárosában, Debrecenben és Jenában (1790. téli félévtől) végezte; 1792-ben, miután visszatért hazájába, egy nemes család fiai mellett, akik Késmárkon tanultak, magántanitó s nevelő lett. 1796-ban a lőcsei protestáns ifjak nevelőintézetének fölállításánál közreműködött és egyszersmind ugyanott az evangélikus gimnáziumban a bölcselet s matematika tanára volt. 1809-ben késmárki lelkész, 1813-ban Lembergben lelkész és püspök lett.

## Munkái
- Institutiones logicae usibus scholasticae juventutis accomodatae. Leutschoviae, 1800.
- Elementa juris naturae. Leutschoviae, 1803.
- Romanorum scriptorum specialiter Livii assiduam lectionem commendat. Leutschoviae, 1807.
- Rede, am Grabe des weiland... Herrn Andreas Ujházy Erbherrn zu Budamér. Gehalten zu Lemberg den 29. Mai 1813. Kaschau, 1826.
- Schulordnung für die evang. Schulen zu Käsmark... és több kisebb munka.

Cikkeket irt a pesti Patriot. Wochenblattba (1804. Über den Safranbau, als einen in Ungarn noch beinahe garnicht benutzten Erwerbszweig, Aufforderung zur Errichtung von Scheunen sat.), a Genersich János, Alfréd és Wilhelmine Lesebuchjaiba (Bécs, 1811. és 1812.) és más tudományos folyóiratokba s gyűjteményes munkákba.